# Крако Пескијера (Матера)
Крако Пескијера (итал. Craco Peschiera) је насеље у Италији у округу Матера, региону Базиликата.
Према процени из 2011. у насељу је живело 642 становника. Насеље се налази на надморској висини од 83 м.